# BinckBank Tour 2019
La 15.ª edición de la competición ciclista BinckBank Tour fue una carrera de ciclismo en ruta por etapas que se celebró entre el 12 y el 18 de agosto de 2019 en Bélgica y Países Bajos con inicio en la ciudad de Beveren y final en Geraardsbergen sobre un recorrido de 977,3 kilómetros.
La carrera formó parte del UCI WorldTour 2019, siendo la trigésima primera competición del calendario de máxima categoría mundial. El vencedor final fue el belga Laurens De Plus del Jumbo-Visma seguido de los también belgas Oliver Naesen del AG2R La Mondiale y Tim Wellens del Lotto Soudal.

## Equipos participantes
Tomaron parte en la carrera 23 equipos: 18 de categoría UCI WorldTeam y 5 de categoría Profesional Continental, formando así un pelotón de 161 ciclistas de los que acabaron 104. Los equipos participantes fueron:
| WorldTeams (18)- AG2R La Mondiale - Astana - Bahrain-Merida - Bora-hansgrohe - CCC Team - Deceuninck-Quick Step - EF Education First - Groupama-FDJ - Katusha-Alpecin - Lotto Soudal - Mitchelton-Scott - Movistar Team - Dimension Data - Team Jumbo-Visma - Ineos - Team Sunweb - Trek-Segafredo - UAE Team Emirates Equipos continentales profesionales (5)- Roompot-Charles - Sport Vlaanderen-Baloise - Wanty-Groupe Gobert - Wallonie Bruxelles - Total Direct Énergie |
| |

## Recorrido
| Etapa     | Fecha     | Recorrido                           | type                    | Distancia (km) | Ganador       | Líder           |
| --------- | --------- | ----------------------------------- | ----------------------- | -------------- | ------------- | --------------- |
| 1.ª etapa | 12 de ago | Beveren – Hulst                     | etapa llana             | 167,2          | Sam Bennett   | Sam Bennett     |
| 2.ª etapa | 13 de ago | Blankenberge – Ardooie              | etapa llana             | 169,1          | Sam Bennett   | Sam Bennett     |
| 3.ª etapa | 14 de ago | Aalter – Aalter                     | etapa llana             | 166,9          | Sam Bennett   | Sam Bennett     |
| 4.ª etapa | 15 de ago | Houffalize – Houffalize             | etapa escarpada         | 96,2           | Tim Wellens   | Tim Wellens     |
| 5.ª etapa | 16 de ago | Riemst – Venray                     | etapa llana             | 191,4          | Álvaro Hodeg  | Tim Wellens     |
| 6.ª etapa | 17 de ago | La Haya – La Haya                   | contrarreloj individual | 8,4            | Filippo Ganna | Tim Wellens     |
| 7.ª etapa | 18 de ago | Sint-Pieters-Leeuw – Geraardsbergen | etapa escarpada         | 178,1          | Oliver Naesen | Laurens De Plus |

## Desarrollo de la carrera

### 1.ª etapa
| Beveren - Hulst | etapa llana | (167,2 km) |

| \| Clasificación de la etapa \| Clasificación de la etapa \| Clasificación de la etapa \| Clasificación de la etapa \| Clasificación de la etapa \| \| Ciclista \| Ciclista \| Equipo \| Tiempo \| \| \| ------------------------- \| ------------------------- \| ------------------------- \| ------------------------- \| ------------------------- \| \| 1.º \| Sam Bennett \| Bora-Hansgrohe \| 3 h 37 min 15 s \| \| \| 2.º \| Edward Theuns \| Trek-Segafredo \| + 0 s \| \| \| 3.º \| Mike Teunissen \| Team Jumbo-Visma \| + 0 s \| \| \| 4.º \| Jasper Philipsen \| UAE Team Emirates \| + 0 s \| \| \| 5.º \| Phil Bauhaus \| Bahrain-Merida \| + 0 s \| \| \| 6.º \| Timothy Dupont \| Wanty-Gobert \| + 0 s \| \| \| 7.º \| Dylan Groenewegen \| Team Jumbo-Visma \| + 0 s \| \| \| 8.º \| Kristoffer Halvorsen \| Team Ineos \| + 0 s \| \| \| 9.º \| Álvaro Hodeg \| Deceuninck-Quick Step \| + 0 s \| \| \| 10.º \| Amaury Capiot \| Sport Vlaanderen-Baloise \| + 0 s \| \| |                      |                          |                 |
| |                      |                          |                 |
| |                      |                          |                 |
| Clasificación de la etapa |                      |                          |                 |
| Ciclista | Ciclista             | Equipo                   | Tiempo          |
| 1.º | Sam Bennett          | Bora-Hansgrohe           | 3 h 37 min 15 s |
| 2.º | Edward Theuns        | Trek-Segafredo           | + 0 s           |
| 3.º | Mike Teunissen       | Team Jumbo-Visma         | + 0 s           |
| 4.º | Jasper Philipsen     | UAE Team Emirates        | + 0 s           |
| 5.º | Phil Bauhaus         | Bahrain-Merida           | + 0 s           |
| 6.º | Timothy Dupont       | Wanty-Gobert             | + 0 s           |
| 7.º | Dylan Groenewegen    | Team Jumbo-Visma         | + 0 s           |
| 8.º | Kristoffer Halvorsen | Team Ineos               | + 0 s           |
| 9.º | Álvaro Hodeg         | Deceuninck-Quick Step    | + 0 s           |
| 10.º | Amaury Capiot        | Sport Vlaanderen-Baloise | + 0 s           |

| \| Clasificación general \| Clasificación general \| Clasificación general \| Clasificación general \| Clasificación general \| \| Ciclista \| Ciclista \| Equipo \| Tiempo \| \| \| --------------------- \| --------------------- \| --------------------- \| --------------------- \| --------------------- \| \| 1.º \| Sam Bennett \| Bora-Hansgrohe \| 3 h 37 min 05 s \| \| \| 2.º \| Łukasz Wiśniowski \| CCC Team \| + 2 s \| \| \| 3.º \| Lars Ytting Bak \| Dimension Data \| + 3 s \| \| \| 4.º \| Edward Theuns \| Trek-Segafredo \| + 4 s \| \| \| 5.º \| Mike Teunissen \| Team Jumbo-Visma \| + 6 s \| \| \| 6.º \| Baptiste Planckaert \| Wallonie Bruxelles \| + 7 s \| \| \| 7.º \| Jasper Philipsen \| UAE Team Emirates \| + 10 s \| \| \| 8.º \| Phil Bauhaus \| Bahrain-Merida \| + 10 s \| \| \| 9.º \| Timothy Dupont \| Wanty-Gobert \| + 10 s \| \| \| 10.º \| Dylan Groenewegen \| Team Jumbo-Visma \| + 10 s \| \| |                     |                    |                 |
| |                     |                    |                 |
| |                     |                    |                 |
| Clasificación general |                     |                    |                 |
| Ciclista | Ciclista            | Equipo             | Tiempo          |
| 1.º | Sam Bennett         | Bora-Hansgrohe     | 3 h 37 min 05 s |
| 2.º | Łukasz Wiśniowski   | CCC Team           | + 2 s           |
| 3.º | Lars Ytting Bak     | Dimension Data     | + 3 s           |
| 4.º | Edward Theuns       | Trek-Segafredo     | + 4 s           |
| 5.º | Mike Teunissen      | Team Jumbo-Visma   | + 6 s           |
| 6.º | Baptiste Planckaert | Wallonie Bruxelles | + 7 s           |
| 7.º | Jasper Philipsen    | UAE Team Emirates  | + 10 s          |
| 8.º | Phil Bauhaus        | Bahrain-Merida     | + 10 s          |
| 9.º | Timothy Dupont      | Wanty-Gobert       | + 10 s          |
| 10.º | Dylan Groenewegen   | Team Jumbo-Visma   | + 10 s          |

### 2.ª etapa
| Blankenberge - Ardooie | etapa llana | (169,1 km) |

| \| Clasificación de la etapa \| Clasificación de la etapa \| Clasificación de la etapa \| Clasificación de la etapa \| Clasificación de la etapa \| \| Ciclista \| Ciclista \| Equipo \| Tiempo \| \| \| ------------------------- \| ------------------------- \| ------------------------- \| ------------------------- \| ------------------------- \| \| 1.º \| Sam Bennett \| Bora-Hansgrohe \| 3 h 45 min 20 s \| \| \| 2.º \| Jasper Philipsen \| UAE Team Emirates \| + 0 s \| \| \| 3.º \| Dylan Groenewegen \| Team Jumbo-Visma \| + 0 s \| \| \| 4.º \| Kristoffer Halvorsen \| Team Ineos \| + 0 s \| \| \| 5.º \| Álvaro Hodeg \| Deceuninck-Quick Step \| + 0 s \| \| \| 6.º \| Amaury Capiot \| Sport Vlaanderen-Baloise \| + 0 s \| \| \| 7.º \| Phil Bauhaus \| Bahrain-Merida \| + 0 s \| \| \| 8.º \| Nikolas Maes \| Lotto-Soudal \| + 0 s \| \| \| 9.º \| Arnaud Démare \| Groupama-FDJ \| + 0 s \| \| \| 10.º \| Timothy Dupont \| Wanty-Gobert \| + 0 s \| \| |                      |                          |                 |
| |                      |                          |                 |
| |                      |                          |                 |
| Clasificación de la etapa |                      |                          |                 |
| Ciclista | Ciclista             | Equipo                   | Tiempo          |
| 1.º | Sam Bennett          | Bora-Hansgrohe           | 3 h 45 min 20 s |
| 2.º | Jasper Philipsen     | UAE Team Emirates        | + 0 s           |
| 3.º | Dylan Groenewegen    | Team Jumbo-Visma         | + 0 s           |
| 4.º | Kristoffer Halvorsen | Team Ineos               | + 0 s           |
| 5.º | Álvaro Hodeg         | Deceuninck-Quick Step    | + 0 s           |
| 6.º | Amaury Capiot        | Sport Vlaanderen-Baloise | + 0 s           |
| 7.º | Phil Bauhaus         | Bahrain-Merida           | + 0 s           |
| 8.º | Nikolas Maes         | Lotto-Soudal             | + 0 s           |
| 9.º | Arnaud Démare        | Groupama-FDJ             | + 0 s           |
| 10.º | Timothy Dupont       | Wanty-Gobert             | + 0 s           |

| \| Clasificación general \| Clasificación general \| Clasificación general \| Clasificación general \| Clasificación general \| \| Ciclista \| Ciclista \| Equipo \| Tiempo \| \| \| --------------------- \| --------------------- \| ------------------------ \| --------------------- \| --------------------- \| \| 1.º \| Sam Bennett \| Bora-Hansgrohe \| 7 h 27 min 57 s \| \| \| 2.º \| Łukasz Wiśniowski \| CCC Team \| + 12 s \| \| \| 3.º \| Josef Černý \| CCC Team \| + 13 s \| \| \| 4.º \| Lars Ytting Bak \| Dimension Data \| + 13 s \| \| \| 5.º \| Jasper Philipsen \| UAE Team Emirates \| + 14 s \| \| \| 6.º \| Edward Theuns \| Trek-Segafredo \| + 14 s \| \| \| 7.º \| Robert Stannard \| Mitchelton-Scott \| + 14 s \| \| \| 8.º \| Dylan Groenewegen \| Team Jumbo-Visma \| + 16 s \| \| \| 9.º \| Mike Teunissen \| Team Jumbo-Visma \| + 16 s \| \| \| 10.º \| Thomas Sprengers \| Sport Vlaanderen-Baloise \| + 17 s \| \| |                   |                          |                 |
| |                   |                          |                 |
| |                   |                          |                 |
| Clasificación general |                   |                          |                 |
| Ciclista | Ciclista          | Equipo                   | Tiempo          |
| 1.º | Sam Bennett       | Bora-Hansgrohe           | 7 h 27 min 57 s |
| 2.º | Łukasz Wiśniowski | CCC Team                 | + 12 s          |
| 3.º | Josef Černý       | CCC Team                 | + 13 s          |
| 4.º | Lars Ytting Bak   | Dimension Data           | + 13 s          |
| 5.º | Jasper Philipsen  | UAE Team Emirates        | + 14 s          |
| 6.º | Edward Theuns     | Trek-Segafredo           | + 14 s          |
| 7.º | Robert Stannard   | Mitchelton-Scott         | + 14 s          |
| 8.º | Dylan Groenewegen | Team Jumbo-Visma         | + 16 s          |
| 9.º | Mike Teunissen    | Team Jumbo-Visma         | + 16 s          |
| 10.º | Thomas Sprengers  | Sport Vlaanderen-Baloise | + 17 s          |

### 3.ª etapa
| Aalter - Aalter | etapa llana | (166,9 km) |

| \| Clasificación de la etapa \| Clasificación de la etapa \| Clasificación de la etapa \| Clasificación de la etapa \| Clasificación de la etapa \| \| Ciclista \| Ciclista \| Equipo \| Tiempo \| \| \| ------------------------- \| ------------------------- \| ------------------------- \| ------------------------- \| ------------------------- \| \| 1.º \| Sam Bennett \| Bora-Hansgrohe \| 3 h 48 min 36 s \| \| \| 2.º \| Dylan Groenewegen \| Team Jumbo-Visma \| + 0 s \| \| \| 3.º \| Jasper Philipsen \| UAE Team Emirates \| + 0 s \| \| \| 4.º \| Jürgen Roelandts \| Movistar Team \| + 0 s \| \| \| 5.º \| Florian Sénéchal \| Deceuninck-Quick Step \| + 0 s \| \| \| 6.º \| Edward Theuns \| Trek-Segafredo \| + 0 s \| \| \| 7.º \| Timothy Dupont \| Wanty-Gobert \| + 0 s \| \| \| 8.º \| Jakub Mareczko \| CCC Team \| + 0 s \| \| \| 9.º \| Arnaud Démare \| Groupama-FDJ \| + 0 s \| \| \| 10.º \| Amaury Capiot \| Sport Vlaanderen-Baloise \| + 0 s \| \| |                   |                          |                 |
| |                   |                          |                 |
| |                   |                          |                 |
| Clasificación de la etapa |                   |                          |                 |
| Ciclista | Ciclista          | Equipo                   | Tiempo          |
| 1.º | Sam Bennett       | Bora-Hansgrohe           | 3 h 48 min 36 s |
| 2.º | Dylan Groenewegen | Team Jumbo-Visma         | + 0 s           |
| 3.º | Jasper Philipsen  | UAE Team Emirates        | + 0 s           |
| 4.º | Jürgen Roelandts  | Movistar Team            | + 0 s           |
| 5.º | Florian Sénéchal  | Deceuninck-Quick Step    | + 0 s           |
| 6.º | Edward Theuns     | Trek-Segafredo           | + 0 s           |
| 7.º | Timothy Dupont    | Wanty-Gobert             | + 0 s           |
| 8.º | Jakub Mareczko    | CCC Team                 | + 0 s           |
| 9.º | Arnaud Démare     | Groupama-FDJ             | + 0 s           |
| 10.º | Amaury Capiot     | Sport Vlaanderen-Baloise | + 0 s           |

| \| Clasificación general \| Clasificación general \| Clasificación general \| Clasificación general \| Clasificación general \| \| Ciclista \| Ciclista \| Equipo \| Tiempo \| \| \| --------------------- \| ------------------------ \| --------------------- \| --------------------- \| --------------------- \| \| 1.º \| Sam Bennett \| Bora-Hansgrohe \| 11 h 16 min 23 s \| \| \| 2.º \| Jasper Philipsen \| UAE Team Emirates \| + 20 s \| \| \| 3.º \| Dylan Groenewegen \| Team Jumbo-Visma \| + 20 s \| \| \| 4.º \| Łukasz Wiśniowski \| CCC Team \| + 22 s \| \| \| 5.º \| Guillaume Van Keirsbulck \| CCC Team \| + 22 s \| \| \| 6.º \| Lars Ytting Bak \| Dimension Data \| + 23 s \| \| \| 7.º \| Josef Černý \| CCC Team \| + 23 s \| \| \| 8.º \| Harry Tanfield \| Katusha-Alpecin \| + 23 s \| \| \| 9.º \| Edward Theuns \| Trek-Segafredo \| + 24 s \| \| \| 10.º \| Robert Stannard \| Mitchelton-Scott \| + 24 s \| \| |                          |                   |                  |
| |                          |                   |                  |
| |                          |                   |                  |
| Clasificación general |                          |                   |                  |
| Ciclista | Ciclista                 | Equipo            | Tiempo           |
| 1.º | Sam Bennett              | Bora-Hansgrohe    | 11 h 16 min 23 s |
| 2.º | Jasper Philipsen         | UAE Team Emirates | + 20 s           |
| 3.º | Dylan Groenewegen        | Team Jumbo-Visma  | + 20 s           |
| 4.º | Łukasz Wiśniowski        | CCC Team          | + 22 s           |
| 5.º | Guillaume Van Keirsbulck | CCC Team          | + 22 s           |
| 6.º | Lars Ytting Bak          | Dimension Data    | + 23 s           |
| 7.º | Josef Černý              | CCC Team          | + 23 s           |
| 8.º | Harry Tanfield           | Katusha-Alpecin   | + 23 s           |
| 9.º | Edward Theuns            | Trek-Segafredo    | + 24 s           |
| 10.º | Robert Stannard          | Mitchelton-Scott  | + 24 s           |

### 4.ª etapa
| Houffalize - Houffalize | etapa escarpada | (96,2 km) |

| \| Clasificación de la etapa \| Clasificación de la etapa \| Clasificación de la etapa \| Clasificación de la etapa \| Clasificación de la etapa \| \| Ciclista \| Ciclista \| Equipo \| Tiempo \| \| \| ------------------------- \| ------------------------- \| ------------------------- \| ------------------------- \| ------------------------- \| \| 1.º \| Tim Wellens \| Lotto-Soudal \| 2 h 20 min 41 s \| \| \| 2.º \| Marc Hirschi \| Team Sunweb \| + 0 s \| \| \| 3.º \| Laurens De Plus \| Team Jumbo-Visma \| + 5 s \| \| \| 4.º \| Iván García Cortina \| Bahrain-Merida \| + 23 s \| \| \| 5.º \| Oliver Naesen \| AG2R La Mondiale \| + 23 s \| \| \| 6.º \| Michael Valgren \| Dimension Data \| + 26 s \| \| \| 7.º \| Mike Teunissen \| Team Jumbo-Visma \| + 26 s \| \| \| 8.º \| Søren Kragh Andersen \| Team Sunweb \| + 33 s \| \| \| 9.º \| Dion Smith \| Mitchelton-Scott \| + 33 s \| \| \| 10.º \| Greg Van Avermaet \| CCC Team \| + 33 s \| \| |                      |                  |                 |
| |                      |                  |                 |
| |                      |                  |                 |
| Clasificación de la etapa |                      |                  |                 |
| Ciclista | Ciclista             | Equipo           | Tiempo          |
| 1.º | Tim Wellens          | Lotto-Soudal     | 2 h 20 min 41 s |
| 2.º | Marc Hirschi         | Team Sunweb      | + 0 s           |
| 3.º | Laurens De Plus      | Team Jumbo-Visma | + 5 s           |
| 4.º | Iván García Cortina  | Bahrain-Merida   | + 23 s          |
| 5.º | Oliver Naesen        | AG2R La Mondiale | + 23 s          |
| 6.º | Michael Valgren      | Dimension Data   | + 26 s          |
| 7.º | Mike Teunissen       | Team Jumbo-Visma | + 26 s          |
| 8.º | Søren Kragh Andersen | Team Sunweb      | + 33 s          |
| 9.º | Dion Smith           | Mitchelton-Scott | + 33 s          |
| 10.º | Greg Van Avermaet    | CCC Team         | + 33 s          |

| \| Clasificación general \| Clasificación general \| Clasificación general \| Clasificación general \| Clasificación general \| \| Ciclista \| Ciclista \| Equipo \| Tiempo \| \| \| --------------------- \| --------------------- \| --------------------- \| --------------------- \| --------------------- \| \| 1.º \| Tim Wellens \| Lotto-Soudal \| 13 h 32 min 46 s \| \| \| 2.º \| Marc Hirschi \| Team Sunweb \| + 4 s \| \| \| 3.º \| Laurens De Plus \| Team Jumbo-Visma \| + 14 s \| \| \| 4.º \| Iván García Cortina \| Bahrain-Merida \| + 36 s \| \| \| 5.º \| Mike Teunissen \| Team Jumbo-Visma \| + 38 s \| \| \| 6.º \| Oliver Naesen \| AG2R La Mondiale \| + 39 s \| \| \| 7.º \| Michael Valgren \| Dimension Data \| + 42 s \| \| \| 8.º \| Greg Van Avermaet \| CCC Team \| + 49 s \| \| \| 9.º \| Simon Clarke \| EF Education First \| + 49 s \| \| \| 10.º \| Søren Kragh Andersen \| Team Sunweb \| + 49 s \| \| |                      |                    |                  |
| |                      |                    |                  |
| |                      |                    |                  |
| Clasificación general |                      |                    |                  |
| Ciclista | Ciclista             | Equipo             | Tiempo           |
| 1.º | Tim Wellens          | Lotto-Soudal       | 13 h 32 min 46 s |
| 2.º | Marc Hirschi         | Team Sunweb        | + 4 s            |
| 3.º | Laurens De Plus      | Team Jumbo-Visma   | + 14 s           |
| 4.º | Iván García Cortina  | Bahrain-Merida     | + 36 s           |
| 5.º | Mike Teunissen       | Team Jumbo-Visma   | + 38 s           |
| 6.º | Oliver Naesen        | AG2R La Mondiale   | + 39 s           |
| 7.º | Michael Valgren      | Dimension Data     | + 42 s           |
| 8.º | Greg Van Avermaet    | CCC Team           | + 49 s           |
| 9.º | Simon Clarke         | EF Education First | + 49 s           |
| 10.º | Søren Kragh Andersen | Team Sunweb        | + 49 s           |

### 5.ª etapa
| Riemst - Venray | etapa llana | (191,4 km) |

| \| Clasificación de la etapa \| Clasificación de la etapa \| Clasificación de la etapa \| Clasificación de la etapa \| Clasificación de la etapa \| \| Ciclista \| Ciclista \| Equipo \| Tiempo \| \| \| ------------------------- \| ------------------------- \| ------------------------- \| ------------------------- \| ------------------------- \| \| 1.º \| Álvaro Hodeg \| Deceuninck-Quick Step \| 3 h 54 min 48 s \| \| \| 2.º \| Sam Bennett \| Bora-Hansgrohe \| + 0 s \| \| \| 3.º \| Edward Theuns \| Trek-Segafredo \| + 0 s \| \| \| 4.º \| Timothy Dupont \| Wanty-Gobert \| + 0 s \| \| \| 5.º \| Arnaud Démare \| Groupama-FDJ \| + 0 s \| \| \| 6.º \| Kristoffer Halvorsen \| Team Ineos \| + 0 s \| \| \| 7.º \| Dylan Groenewegen \| Team Jumbo-Visma \| + 0 s \| \| \| 8.º \| Stan Dewulf \| Lotto-Soudal \| + 0 s \| \| \| 9.º \| Boris Vallée \| Wanty-Gobert \| + 0 s \| \| \| 10.º \| Boy van Poppel \| Roompot-Charles \| + 0 s \| \| |                      |                       |                 |
| |                      |                       |                 |
| |                      |                       |                 |
| Clasificación de la etapa |                      |                       |                 |
| Ciclista | Ciclista             | Equipo                | Tiempo          |
| 1.º | Álvaro Hodeg         | Deceuninck-Quick Step | 3 h 54 min 48 s |
| 2.º | Sam Bennett          | Bora-Hansgrohe        | + 0 s           |
| 3.º | Edward Theuns        | Trek-Segafredo        | + 0 s           |
| 4.º | Timothy Dupont       | Wanty-Gobert          | + 0 s           |
| 5.º | Arnaud Démare        | Groupama-FDJ          | + 0 s           |
| 6.º | Kristoffer Halvorsen | Team Ineos            | + 0 s           |
| 7.º | Dylan Groenewegen    | Team Jumbo-Visma      | + 0 s           |
| 8.º | Stan Dewulf          | Lotto-Soudal          | + 0 s           |
| 9.º | Boris Vallée         | Wanty-Gobert          | + 0 s           |
| 10.º | Boy van Poppel       | Roompot-Charles       | + 0 s           |

| \| Clasificación general \| Clasificación general \| Clasificación general \| Clasificación general \| Clasificación general \| \| Ciclista \| Ciclista \| Equipo \| Tiempo \| \| \| --------------------- \| --------------------- \| --------------------- \| --------------------- \| --------------------- \| \| 1.º \| Tim Wellens \| Lotto-Soudal \| 17 h 27 min 34 s \| \| \| 2.º \| Marc Hirschi \| Team Sunweb \| + 4 s \| \| \| 3.º \| Laurens De Plus \| Team Jumbo-Visma \| + 14 s \| \| \| 4.º \| Iván García Cortina \| Bahrain-Merida \| + 36 s \| \| \| 5.º \| Oliver Naesen \| AG2R La Mondiale \| + 39 s \| \| \| 6.º \| Michael Valgren \| Dimension Data \| + 42 s \| \| \| 7.º \| Mike Teunissen \| Team Jumbo-Visma \| + 45 s \| \| \| 8.º \| Greg Van Avermaet \| CCC Team \| + 49 s \| \| \| 9.º \| Simon Clarke \| EF Education First \| + 49 s \| \| \| 10.º \| Søren Kragh Andersen \| Team Sunweb \| + 49 s \| \| |                      |                    |                  |
| |                      |                    |                  |
| |                      |                    |                  |
| Clasificación general |                      |                    |                  |
| Ciclista | Ciclista             | Equipo             | Tiempo           |
| 1.º | Tim Wellens          | Lotto-Soudal       | 17 h 27 min 34 s |
| 2.º | Marc Hirschi         | Team Sunweb        | + 4 s            |
| 3.º | Laurens De Plus      | Team Jumbo-Visma   | + 14 s           |
| 4.º | Iván García Cortina  | Bahrain-Merida     | + 36 s           |
| 5.º | Oliver Naesen        | AG2R La Mondiale   | + 39 s           |
| 6.º | Michael Valgren      | Dimension Data     | + 42 s           |
| 7.º | Mike Teunissen       | Team Jumbo-Visma   | + 45 s           |
| 8.º | Greg Van Avermaet    | CCC Team           | + 49 s           |
| 9.º | Simon Clarke         | EF Education First | + 49 s           |
| 10.º | Søren Kragh Andersen | Team Sunweb        | + 49 s           |

### 6.ª etapa
| La Haya - La Haya | contrarreloj individual | (8,4 km) |

| \| Clasificación de la etapa \| Clasificación de la etapa \| Clasificación de la etapa \| Clasificación de la etapa \| Clasificación de la etapa \| \| Ciclista \| Ciclista \| Equipo \| Tiempo \| \| \| ------------------------- \| ------------------------- \| ------------------------- \| ------------------------- \| ------------------------- \| \| 1.º \| Filippo Ganna \| Team Ineos \| 9 min 16 s \| \| \| 2.º \| Edoardo Affini \| Mitchelton-Scott \| + 5 s \| \| \| 3.º \| Jos van Emden \| Team Jumbo-Visma \| + 8 s \| \| \| 4.º \| Stefan Küng \| Groupama-FDJ \| + 11 s \| \| \| 5.º \| Harry Tanfield \| Katusha-Alpecin \| + 15 s \| \| \| 6.º \| Bob Jungels \| Deceuninck-Quick Step \| + 16 s \| \| \| 7.º \| Mads Pedersen \| Trek-Segafredo \| + 16 s \| \| \| 8.º \| Søren Kragh Andersen \| Team Sunweb \| + 16 s \| \| \| 9.º \| Laurens De Plus \| Team Jumbo-Visma \| + 18 s \| \| \| 10.º \| Tim Wellens \| Lotto-Soudal \| + 20 s \| \| |                      |                       |            |
| |                      |                       |            |
| |                      |                       |            |
| Clasificación de la etapa |                      |                       |            |
| Ciclista | Ciclista             | Equipo                | Tiempo     |
| 1.º | Filippo Ganna        | Team Ineos            | 9 min 16 s |
| 2.º | Edoardo Affini       | Mitchelton-Scott      | + 5 s      |
| 3.º | Jos van Emden        | Team Jumbo-Visma      | + 8 s      |
| 4.º | Stefan Küng          | Groupama-FDJ          | + 11 s     |
| 5.º | Harry Tanfield       | Katusha-Alpecin       | + 15 s     |
| 6.º | Bob Jungels          | Deceuninck-Quick Step | + 16 s     |
| 7.º | Mads Pedersen        | Trek-Segafredo        | + 16 s     |
| 8.º | Søren Kragh Andersen | Team Sunweb           | + 16 s     |
| 9.º | Laurens De Plus      | Team Jumbo-Visma      | + 18 s     |
| 10.º | Tim Wellens          | Lotto-Soudal          | + 20 s     |

| \| Clasificación general \| Clasificación general \| Clasificación general \| Clasificación general \| Clasificación general \| \| Ciclista \| Ciclista \| Equipo \| Tiempo \| \| \| --------------------- \| --------------------- \| --------------------- \| --------------------- \| --------------------- \| \| 1.º \| Tim Wellens \| Lotto-Soudal \| 17 h 37 min 10 s \| \| \| 2.º \| Marc Hirschi \| Team Sunweb \| + 8 s \| \| \| 3.º \| Laurens De Plus \| Team Jumbo-Visma \| + 12 s \| \| \| 4.º \| Stefan Küng \| Groupama-FDJ \| + 40 s \| \| \| 5.º \| Iván García Cortina \| Bahrain-Merida \| + 43 s \| \| \| 6.º \| Mike Teunissen \| Team Jumbo-Visma \| + 45 s \| \| \| 7.º \| Søren Kragh Andersen \| Team Sunweb \| + 45 s \| \| \| 8.º \| Fabio Felline \| Trek-Segafredo \| + 49 s \| \| \| 9.º \| Michael Valgren \| Dimension Data \| + 53 s \| \| \| 10.º \| Greg Van Avermaet \| CCC Team \| + 54 s \| \| |                      |                  |                  |
| |                      |                  |                  |
| |                      |                  |                  |
| Clasificación general |                      |                  |                  |
| Ciclista | Ciclista             | Equipo           | Tiempo           |
| 1.º | Tim Wellens          | Lotto-Soudal     | 17 h 37 min 10 s |
| 2.º | Marc Hirschi         | Team Sunweb      | + 8 s            |
| 3.º | Laurens De Plus      | Team Jumbo-Visma | + 12 s           |
| 4.º | Stefan Küng          | Groupama-FDJ     | + 40 s           |
| 5.º | Iván García Cortina  | Bahrain-Merida   | + 43 s           |
| 6.º | Mike Teunissen       | Team Jumbo-Visma | + 45 s           |
| 7.º | Søren Kragh Andersen | Team Sunweb      | + 45 s           |
| 8.º | Fabio Felline        | Trek-Segafredo   | + 49 s           |
| 9.º | Michael Valgren      | Dimension Data   | + 53 s           |
| 10.º | Greg Van Avermaet    | CCC Team         | + 54 s           |

### 7.ª etapa
| Sint-Pieters-Leeuw - Geraardsbergen | etapa escarpada | (178,1 km) |

| \| Clasificación de la etapa \| Clasificación de la etapa \| Clasificación de la etapa \| Clasificación de la etapa \| Clasificación de la etapa \| \| Ciclista \| Ciclista \| Equipo \| Tiempo \| \| \| ------------------------- \| ------------------------- \| ------------------------- \| ------------------------- \| ------------------------- \| \| 1.º \| Oliver Naesen \| AG2R La Mondiale \| 3 h 52 min 40 s \| \| \| 2.º \| Greg Van Avermaet \| CCC Team \| + 0 s \| \| \| 3.º \| Laurens De Plus \| Team Jumbo-Visma \| + 4 s \| \| \| 4.º \| Simon Clarke \| EF Education First \| + 25 s \| \| \| 5.º \| Philippe Gilbert \| Deceuninck-Quick Step \| + 26 s \| \| \| 6.º \| Mike Teunissen \| Team Jumbo-Visma \| + 26 s \| \| \| 7.º \| Michael Valgren \| Dimension Data \| + 35 s \| \| \| 8.º \| Iván García Cortina \| Bahrain-Merida \| + 35 s \| \| \| 9.º \| Amaury Capiot \| Sport Vlaanderen-Baloise \| + 38 s \| \| \| 10.º \| Dylan van Baarle \| Team Ineos \| + 38 s \| \| |                     |                          |                 |
| |                     |                          |                 |
| |                     |                          |                 |
| Clasificación de la etapa |                     |                          |                 |
| Ciclista | Ciclista            | Equipo                   | Tiempo          |
| 1.º | Oliver Naesen       | AG2R La Mondiale         | 3 h 52 min 40 s |
| 2.º | Greg Van Avermaet   | CCC Team                 | + 0 s           |
| 3.º | Laurens De Plus     | Team Jumbo-Visma         | + 4 s           |
| 4.º | Simon Clarke        | EF Education First       | + 25 s          |
| 5.º | Philippe Gilbert    | Deceuninck-Quick Step    | + 26 s          |
| 6.º | Mike Teunissen      | Team Jumbo-Visma         | + 26 s          |
| 7.º | Michael Valgren     | Dimension Data           | + 35 s          |
| 8.º | Iván García Cortina | Bahrain-Merida           | + 35 s          |
| 9.º | Amaury Capiot       | Sport Vlaanderen-Baloise | + 38 s          |
| 10.º | Dylan van Baarle    | Team Ineos               | + 38 s          |

## Clasificaciones finales
- Las clasificaciones finalizaron de la siguiente forma:[2]

### Clasificación general
| \| Clasificación general \| Clasificación general \| Clasificación general \| Clasificación general \| Clasificación general \| \| Ciclista \| Ciclista \| Equipo \| Tiempo \| \| \| --------------------- \| --------------------- \| --------------------- \| --------------------- \| --------------------- \| \| 1.º \| Laurens De Plus \| Team Jumbo-Visma \| 21 h 29 min 55 s \| \| \| 2.º \| Oliver Naesen \| AG2R La Mondiale \| + 35 s \| \| \| 3.º \| Tim Wellens \| Lotto-Soudal \| + 36 s \| \| \| 4.º \| Greg Van Avermaet \| CCC Team \| + 37 s \| \| \| 5.º \| Marc Hirschi \| Team Sunweb \| + 44 s \| \| \| 6.º \| Mike Teunissen \| Team Jumbo-Visma \| + 1 min 06 s \| \| \| 7.º \| Iván García Cortina \| Bahrain-Merida \| + 1 min 13 s \| \| \| 8.º \| Stefan Küng \| Groupama-FDJ \| + 1 min 16 s \| \| \| 9.º \| Simon Clarke \| EF Education First \| + 1 min 19 s \| \| \| 10.º \| Michael Valgren \| Dimension Data \| + 1 min 23 s \| \| |                     |                    |                  |
| |                     |                    |                  |
| Fuente: ProCyclingStats |                     |                    |                  |
| Clasificación general |                     |                    |                  |
| Ciclista | Ciclista            | Equipo             | Tiempo           |
| 1.º | Laurens De Plus     | Team Jumbo-Visma   | 21 h 29 min 55 s |
| 2.º | Oliver Naesen       | AG2R La Mondiale   | + 35 s           |
| 3.º | Tim Wellens         | Lotto-Soudal       | + 36 s           |
| 4.º | Greg Van Avermaet   | CCC Team           | + 37 s           |
| 5.º | Marc Hirschi        | Team Sunweb        | + 44 s           |
| 6.º | Mike Teunissen      | Team Jumbo-Visma   | + 1 min 06 s     |
| 7.º | Iván García Cortina | Bahrain-Merida     | + 1 min 13 s     |
| 8.º | Stefan Küng         | Groupama-FDJ       | + 1 min 16 s     |
| 9.º | Simon Clarke        | EF Education First | + 1 min 19 s     |
| 10.º | Michael Valgren     | Dimension Data     | + 1 min 23 s     |

### Clasificación por puntos
| Clasificación por puntos | Clasificación por puntos | Clasificación por puntos | Clasificación por puntos | Clasificación por puntos |
| Ciclista                 | Ciclista                 | Equipo                   | Puntos                   |                          |
| ------------------------ | ------------------------ | ------------------------ | ------------------------ | ------------------------ |
| 1.º                      | Sam Bennett              | Bora-Hansgrohe           | 115 pts                  |                          |
| 2.º                      | Jasper Philipsen         | UAE Team Emirates        | 66 pts                   |                          |
| 3.º                      | Edward Theuns            | Trek-Segafredo           | 62 pts                   |                          |
| 4.º                      | Timothy Dupont           | Wanty-Gobert             | 57 pts                   |                          |
| 5.º                      | Laurens De Plus          | Team Jumbo-Visma         | 55 pts                   |                          |
| 6.º                      | Mike Teunissen           | Team Jumbo-Visma         | 50 pts                   |                          |
| 7.º                      | Oliver Naesen            | AG2R La Mondiale         | 47 pts                   |                          |
| 8.º                      | Amaury Capiot            | Sport Vlaanderen-Baloise | 46 pts                   |                          |
| 9.º                      | Kristoffer Halvorsen     | Team Ineos               | 46 pts                   |                          |
| 10.º                     | Tim Wellens              | Lotto-Soudal             | 40 pts                   |                          |

### Clasificación de la combatividad
| Clasificación de la combatividad | Clasificación de la combatividad | Clasificación de la combatividad | Clasificación de la combatividad | Clasificación de la combatividad |
| Ciclista                         | Ciclista                         | Equipo                           | Puntos                           |                                  |
| -------------------------------- | -------------------------------- | -------------------------------- | -------------------------------- | -------------------------------- |
| 1.º                              | Baptiste Planckaert              | Wallonie Bruxelles               | 71 pts                           |                                  |
| 2.º                              | Robert Stannard                  | Mitchelton-Scott                 | 26 pts                           |                                  |
| 3.º                              | Thomas Sprengers                 | Sport Vlaanderen-Baloise         | 24 pts                           |                                  |
| 4.º                              | Aaron Verwilst                   | Sport Vlaanderen-Baloise         | 23 pts                           |                                  |
| 5.º                              | Łukasz Wiśniowski                | CCC Team                         | 19 pts                           |                                  |
| 6.º                              | Oscar Riesebeek                  | Roompot-Charles                  | 16 pts                           |                                  |
| 7.º                              | Laurens De Plus                  | Team Jumbo-Visma                 | 14 pts                           |                                  |
| 8.º                              | Stan Dewulf                      | Lotto-Soudal                     | 12 pts                           |                                  |
| 9.º                              | Willie Smit                      | Katusha-Alpecin                  | 12 pts                           |                                  |
| 10.º                             | Jesper Asselman                  | Roompot-Charles                  | 12 pts                           |                                  |

### Clasificación por equipos
| Clasificación por equipos | Clasificación por equipos | Clasificación por equipos | Clasificación por equipos |
| Equipo                    | Equipo                    | Tiempo                    |                           |
| ------------------------- | ------------------------- | ------------------------- | ------------------------- |
| 1.º                       | Team Sunweb               | 64 h 36 min 42 s          |                           |
| 2.º                       | Team Jumbo-Visma          | + 1 min 15 s              |                           |
| 3.º                       | Deceuninck-Quick Step     | + 1 min 22 s              |                           |
| 4.º                       | Lotto Soudal              | + 5 min 38 s              |                           |
| 5.º                       | AG2R La Mondiale          | + 10 min 52 s             |                           |
| 6.º                       | Mitchelton-Scott          | + 11 min 13 s             |                           |
| 7.º                       | Groupama-FDJ              | + 11 min 47 s             |                           |
| 8.º                       | EF Education First        | + 12 min 12 s             |                           |
| 9.º                       | Astana                    | + 13 min 14 s             |                           |
| 10.º                      | Katusha-Alpecin           | + 14 min 16 s             |                           |

## Evolución de las clasificaciones
| Etapa                   | Vencedor                | Clasificación general | Clasificación por puntos | Clasificación de la combatividad | Clasificación por equipos |
| ----------------------- | ----------------------- | --------------------- | ------------------------ | -------------------------------- | ------------------------- |
| 1.ª                     | Sam Bennett             | Sam Bennett           | Sam Bennett              | Baptiste Planckaert              | Sport Vlaanderen-Baloise  |
| 2.ª                     | Sam Bennett             | Sam Bennett           | Sam Bennett              | Baptiste Planckaert              | Deceuninck-Quick Step     |
| 3.ª                     | Sam Bennett             | Sam Bennett           | Sam Bennett              | Baptiste Planckaert              | Sport Vlaanderen-Baloise  |
| 4.ª                     | Tim Wellens             | Tim Wellens           | Sam Bennett              | Baptiste Planckaert              | Sunweb                    |
| 5.ª                     | Álvaro Hodeg            | Tim Wellens           | Sam Bennett              | Baptiste Planckaert              | Sunweb                    |
| 6.ª                     | Filippo Ganna           | Tim Wellens           | Sam Bennett              | Baptiste Planckaert              | Sunweb                    |
| 7.ª                     | Oliver Naesen           | Laurens De Plus       | Sam Bennett              | Baptiste Planckaert              | Sunweb                    |
| Clasificaciones finales | Clasificaciones finales | Laurens De Plus       | Sam Bennett              | Baptiste Planckaert              | Sunweb                    |

## Ciclistas participantes y posiciones finales
Convenciones:
- AB-N: Abandono en la etapa "N"
- FLT-N: Retiro por llegada fuera del límite de tiempo en la etapa "N"
- NTS-N: No tomó la salida para la etapa "N"
- DES-N: Descalificado o expulsado en la etapa "N"

## UCI World Ranking
El BinckBank Tour otorgó puntos para el UCI World Ranking para corredores de los equipos en las categorías UCI WorldTeam, Profesional Continental y Continental. Las siguientes tablas muestran el baremo de puntuación y los 10 corredores que obtuvieron más puntos:
| Posición              | 1.º | 2.º | 3.º | 4.º | 5.º | 6.º | 7.º | 8.º | 9.º | 10.º | 11.º | 12.º | 13.º | 14.º | 15.º | 16.º-20.º | 21.º-30.º | 31.º-50.º | 51.º-55.º | 56.º-60.º |
| Clasificación general | 400 | 320 | 260 | 220 | 180 | 140 | 120 | 100 | 80  | 68   | 56   | 48   | 40   | 32   | 28   | 24        | 16        | 8         | 4         | 2         |
| Por etapa             | 50  | 20  | 8   |     |     |     |     |     |     |      |      |      |      |      |      |           |           |           |           |           |
| Líder                 | 8   |     |     |     |     |     |     |     |     |      |      |      |      |      |      |           |           |           |           |           |

| Clasificación |                     |                    |         |       |       |       |
| Ciclista      | Ciclista            | Equipo             | General | Etapa | Líder | Total |
| ------------- | ------------------- | ------------------ | ------- | ----- | ----- | ----- |
| 1.º           | Laurens De Plus     | Jumbo-Visma        | 400     | 16    | -     | 416   |
| 2.º           | Oliver Naesen       | AG2R La Mondiale   | 320     | 50    | -     | 370   |
| 3.º           | Tim Wellens         | Lotto Soudal       | 260     | 50    | 24    | 334   |
| 4.º           | Greg Van Avermaet   | CCC                | 220     | 20    | -     | 240   |
| 5.º           | Marc Hirschi        | Sunweb             | 180     | 20    | -     | 200   |
| 6.º           | Sam Bennett         | Bora-Hansgrohe     | -       | 170   | 24    | 194   |
| 7.º           | Mike Teunissen      | Jumbo-Visma        | 140     | 8     | -     | 148   |
| 8.º           | Iván García Cortina | Bahrain Merida     | 120     | -     | -     | 120   |
| 9.º           | Stefan Küng         | Groupama-FDJ       | 100     | -     | -     | 100   |
| 10.º          | Simon Clarke        | EF Education First | 80      | -     | -     | 80    |